# Sporeværlinger
Sporeværlinger (Calcariidae) er en familie af spurvefugle. Familien er oprettet på baggrund af ny viden om spurvefuglenes slægtskabsforhold. De tre slægter i familien var tidligere en del af værlingefamilien Emberizidae. I Danmark kendes lapværling og snespurv, der begge er trækgæster nordfra.
Sporeværlinger har navn efter bagtåens lange, lige klo. Den kan være næsten lige så lang som eller længere end selve bagtåen. Alle fodens kløer er i øvrigt kraftige og let buede. Vingerne er spidsere end hos værlingerne og halen kan være kløftet.
Det videnskabelige familienavn Calcariidae er afledt af slægtsnavnet Calcarius, der kommer af det latinske calcar = spore.

## Slægter
De tre slægter i familien Calcariidae:
- Calcarius (3 arter, fx lapværling)
- Plectrophenax (2 arter, fx snespurv)
- Rhynchophanes (1 art, sortbrystet sporeværling)